# Escut de Cadaqués
L'escut de Cadaqués és un símbol representatiu i oficial del municipi de Cadaqués, a la comarca de l'Alt Empordà. Té el següent blasonament:
| « | Escut caironat: d'or, un castell d'atzur obert; el peu ondat d'atzur amb un peix nedant d'argent. Per timbre, una corona mural de vila. | » |

## Història

L'anterior escut municipal

L'actual escut d'armes oficial de Cadaqués fou aprovat per la Resolució PRE/2101/2024, de 7 de juny de 2024, publicada al Diari Oficial de la Generalitat de Catalunya núm. 9183, de 13 de juny de 2024. El procés per a la seva oficialització fou iniciat el 9 de novembre de 2023.
El castell és un senyal propi del poble que apareix al segell de Cadaqués més antic que es coneix, datat l'any 1580. La mar hi és present, en forma d'ones (actualment, un peu ondat), també des del segle xvi. El peix hi figura des de la dècada del 1980.